# Hellmuth Krüger

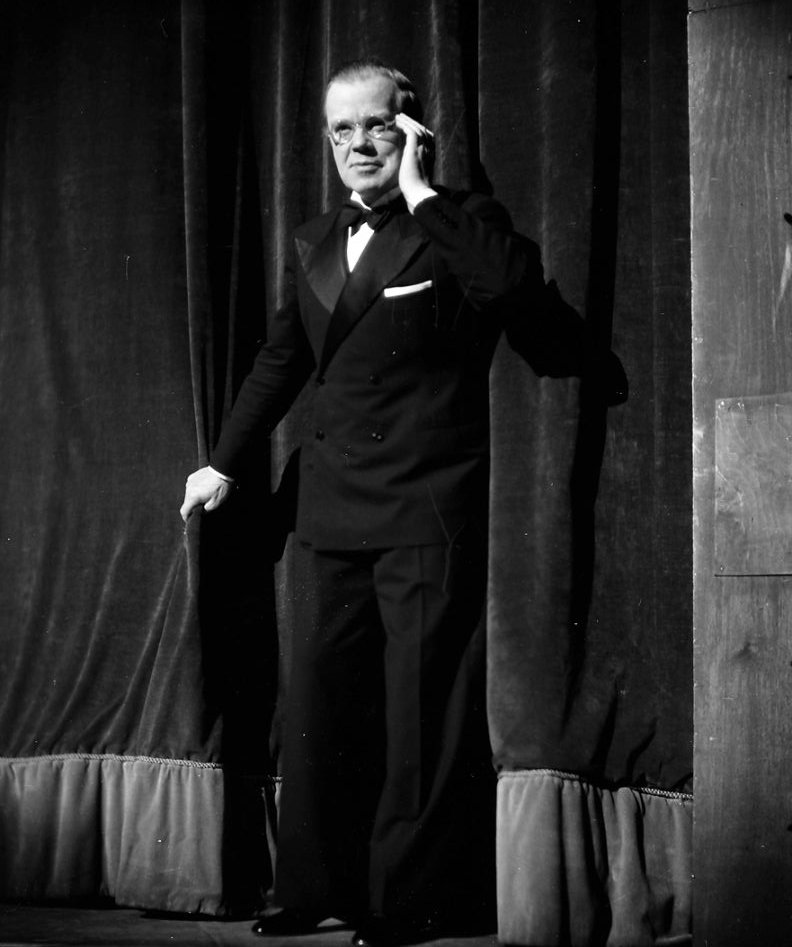
Hellmuth Krüger im Kabarett der Komiker, 1935

Hellmuth Krüger (* 6. Oktober 1890 in Dorpat; † 1. Juli 1955 in München) war ein deutscher Autor, Schauspieler und Kabarettist.

## Leben
Krüger erhielt Privatunterricht am Privatgymnasium seines Geburtsortes. In München und Berlin besuchte er die Schauspielschule. Danach war er seit den frühen 1910er Jahren an Bühnen in Köln, München, Naumburg und Nürnberg als Schauspieler und später auch als Kabarettist tätig. Frühe Erfahrungen als Autor machte er bei der Mitarbeit an den Lustigen Blättern und der Berliner Zeitung. Im letzten Weltkriegsjahr ging er nach München, wo er nach 1924 begann, für diverse deutsche Rundfunksender zu arbeiten, zum Teil aber auch als Nachtwächter. Er verfasste Couplets, Schlager- und Liedtexte.
Vor der heraufziehenden Nazidiktatur warnte er 1931 in seinem von Willi Kollo vertonten Couplet „Der Bücherkarren“ mit der Refrainzeile „Wenn ich wüßte, was der Adolf mit uns vorhat“, vorgetragen im Berliner Corso-Kabarett. Das “Dritte Reich” überlebte er, weiter in Deutschland bleibend, als „unterbeschäftigter Unterhaltungshumorist“.
Ans Kabarett “Die Schaubude” ging er nach Kriegsende als Darsteller, Conférencier und Autor. Von Krüger stammen auch Drehbücher und eine Operette. Er wirkte auch selbst als Operettensänger und Filmschauspieler, zuletzt 1948 an der Seite von Heinz Rühmann in Heinz Hilperts Zeitsatire Der Herr vom andern Stern. Erich Kästner nannte Krüger einmal einen „glänzenden Kabarettisten“.
Krüger, der mit Magdalene Keller verheiratet war, erlitt 1951 einen Verkehrsunfall; er starb 1955 in München.
Der schriftliche Nachlass von Hellmuth Krüger liegt im Literaturarchiv der Monacensia im Hildebrandhaus.

## Werke (Auswahl)
- Hellmuth Krüger (Hg.): Novellen und Dramen (= Ostsee und Ostland. Band 1; Die baltischen Provinzen. Band 2). Felix Lehmann Verlag, Berlin-Charlottenburg 1916, DNB 580470415.
- Der! Die! Das! Kabarett-Revue. Musik: Friedrich Hollaender. UA 1925 München
- Der Rhein, der Wein und Du.  Rheinlied. Text von Hellmuth Krüger - Musik von E. Palm, 1927 Berlin
- Gestern - Heute - Übermorgen. Kabarettprogramm von Erich Kästner, Axel von Ambesser, Hellmuth Krüger und Herbert Witt. München, Schaubude, Juli 1946. Enthält v. Hellmuth Krüger: „Himmlisches Gespräch“ (Surrealistisches Gespräch)
- Für Erwachsene verboten! Kabarettprogramm von Erich Kästner, Axel von Ambesser, Hellmuth Krüger und Herbert Witt. München, Schaubude, Okt. 1946. Enthält v. Hellmuth Krüger: „Saisonbeginn“ und „Man lernt nie aus“.
- Das fängt ja gut an! Kabarettprogramm von Erich Kästner, Hellmuth Krüger, Kurt Nachmann, Helmut Putz. München, Schaubude, Jan. 1947. Enthält v. Hellmuth Krüger: „Frommer Wunsch“ und „Träumerei an Münchener Kaminen“ (Der Albtraum).
- Wir warnen Neugierige! Kabarettprogramm von Erich Kästner, Axel von Ambesser, Herbert Witt, Hellmuth Krüger, H. M. Backhaus. München, Schaubude, Sept. 1947. Enthält v. Hellmuth Krüger: „Aus der Zeit“ und „Elektras Klage“.
- Hellmuth Krüger: Von Liebe ist nicht die Rede. Drei-Fichten-Verlag, 1947, DNB 452606551.

## Filmografie
Stummfilme

- 1920: Die Kronjuwelen des Herzogs von Rochester
- 1920: Der Richter von Zalamea
- 1920: Amor und das standhafte Liebespaar
- 1921: Der Roman der Christine von Herre

 Tonfilme

- 1929: Des Haares und der Liebe Wellen
- 1931: Der Durchschnittsmann (auch Drehbuch)
- 1931: Kabarett-Programm Nr. 3 (Mitwirkung als Conférencier)
- 1931: Kreuzworträtsel
- 1934: Liebe und Zahnweh
- 1939: Parkstraße 13 (Rolle: Dr. Weidner)
- 1939: Der Vorhang fällt
- 1943/44: Eine kleine Sommermelodie (UA: 1982)
- 1948: Der Herr vom andern Stern